# ダイアデム (戦列艦)
|          | |
| 艦歴     | |
| 発注:    | 1777年12月5日 |
| 建造:    | チャタム工廠 |
| 起工:    | |
| 進水:    | 1782年12月19日 |
| その後:  | 1832年解体 |
| 性能諸元 | |
| クラス:  | イントレピッド級戦列艦                                                                                              |
| 全長:    | 砲列甲板：159ft 6in（48.6m） 竜骨：131ft 0in (39.9m)                                                                |
| 全幅:    | 44ft 4in（13.5m）                                                                                                   |
| 喫水:    | 19ft（5.8m） |
| 機関:    | 帆走（3本マストシップ）                                                                                             |
| 兵装:    | 64門: 上砲列：18ポンド(8kg)砲26門 下砲列：24ポンド(11kg)砲26門 後甲板：4ポンド(2kg)砲10門 艦首楼：9ポンド(4kg)砲2門 |

ダイアデム（HMS Diadem）はイギリス海軍のイントレピッド級64門3等戦列艦。1782年12月19日にチャタム工廠で進水した。